# Мечеть Фатимеи-Захра
Мечеть Фатимеи-Захра (азерб. Fatimeyi-Zəhra məscidi) — мечеть в поселке Бина, Хазарского района, города Баку, Азербайджан.

## История
Инициатором строительства мечети Фатимеи-Захры на данной территории выступил бывший президент Азербайджанской Республики Гейдар Алиев.  В 1996 году исполнительная власть Сухаранского района города Баку выделила землю под строительство и в 1998 году необходимые работы были начаты. Районные власти также выделили материальные средства на строительство. Техническая поддержка была оказана городской исполнительной властью. Однако в 2002 году глава исполнительной власти города Баку своим указом отменил решение районных властей о выделении земли и строительство было приостановлено на несколько лет.
В сентябре 2009 года Бакинский Экономический Суд №2 вынес решение о сносе мечети. Сразу же после этого, председатель религиозной общины мечети Фатимеи-Захры Сейид Тофиг Расизаде встретился с председателем Духовного управления мусульман Кавказа Шейх-уль-исламом Гаджи Аллахшюкуром Пашазаде, попросив его помочь решить данную проблему.
В свою очередь Аллахшюкур Пашазаде обратился за помощью к главе государства Ильхаму Алиеву, по приказу которого, в мае 2010 года Мечеть Фатимеи-Захры была передана в распоряжение Духовного управления мусульман Кавказа. Таким образом вопрос о сносе мечети был решён в пользу верующих.

## Государственная регистрация
В марте 2014 года Государственный комитет Азербайджанской Республики по работе с религиозными общинами отменил государственную регистрацию Религиозной общины мечети имени Фатимеи-Захры в связи с бездействием последней. В мае 2014 года была создана новая община с полностью обновленным составом, которая вновь подала документы в Государственный комитет, для прохождения регистрации.

## Описание и архитектура
Мечеть квадратной формы, двухэтажная, с большим куполом. Построена из резаного камня. Общая площадь мечети, вместе с прилегающим участком составляет 1 гектар и 30 соток земли. Площадь мужского отделения мечети составляет 140 м2, женского – 65 м2. Высота мечети от земли до вершины купола составляет 18 метров, при этом высота самого купола составляет 9 метров. Минарет мечети также построен из резаного камня и имеет высоту в 32 метра. Отличительной чертой мечети Фатимеи-Захра от остальных мечетей является то, что купол намного больше куполов существующих мечетей в Азербайджане. На куполе также установлены двухслойные окна.